# Svanninge Sogn
Svanninge Sogn ist eine Kirchspielsgemeinde (dän.: Sogn)
auf der Insel Fyn (dt.: Fünen) im südlichen Dänemark.
Bis 1970 gehörte sie zur Harde Sallinge Herred im damaligen Svendborg Amt, danach zur Faaborg Kommune im
Fyns Amt, die im Zuge der  Kommunalreform zum 1. Januar 2007 in der
Faaborg-Midtfyn Kommune in der Region Syddanmark aufgegangen ist.
Im Kirchspiel leben 1760 Einwohner, davon 204 im Kirchdorf (Stand: 1. Januar 2023).

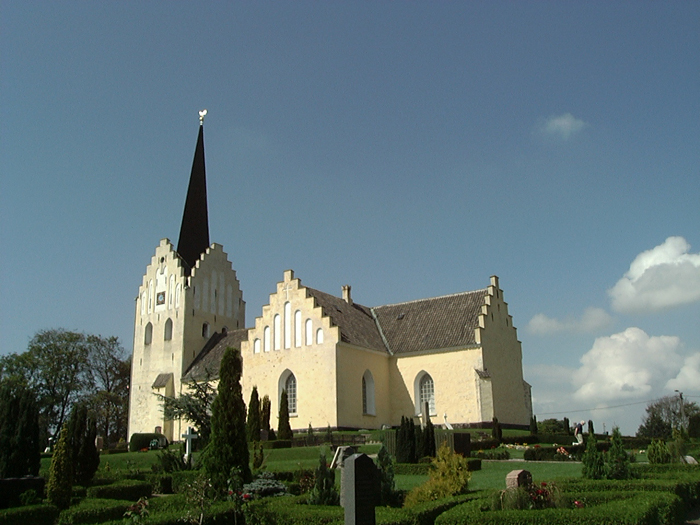
Svanninge Kirke

Im Kirchspiel liegen die Kirchen „Svanninge Kirke“ und „Falsled Filial Kirke“.
Nachbargemeinden sind im Norden Håstrup Sogn, im Nordosten Øster Hæsinge Sogn, im Osten Brahetrolleborg Sogn, im Süden Fåborg Sogn und im Südwesten Horne Sogn, sowie in der nordwestlich benachbarten Assens Kommune Jordløse Sogn.